# Natalus stramineus
Natalus stramineus је сисар из реда слепих мишева и породице Natalidae. 

## Распрострањење
Врста има станиште у Антигви и Барбуди, Гваделупу, Доминици, Мартинику и Светом Китсу и Невису.

## Станиште
Врста Natalus stramineus има станиште на копну.

## Угроженост
Ова врста није угрожена, и наведена је као последња брига јер има широко распрострањење.

### Популациони тренд
Популациони тренд је за ову врсту непознат.